# MIKES

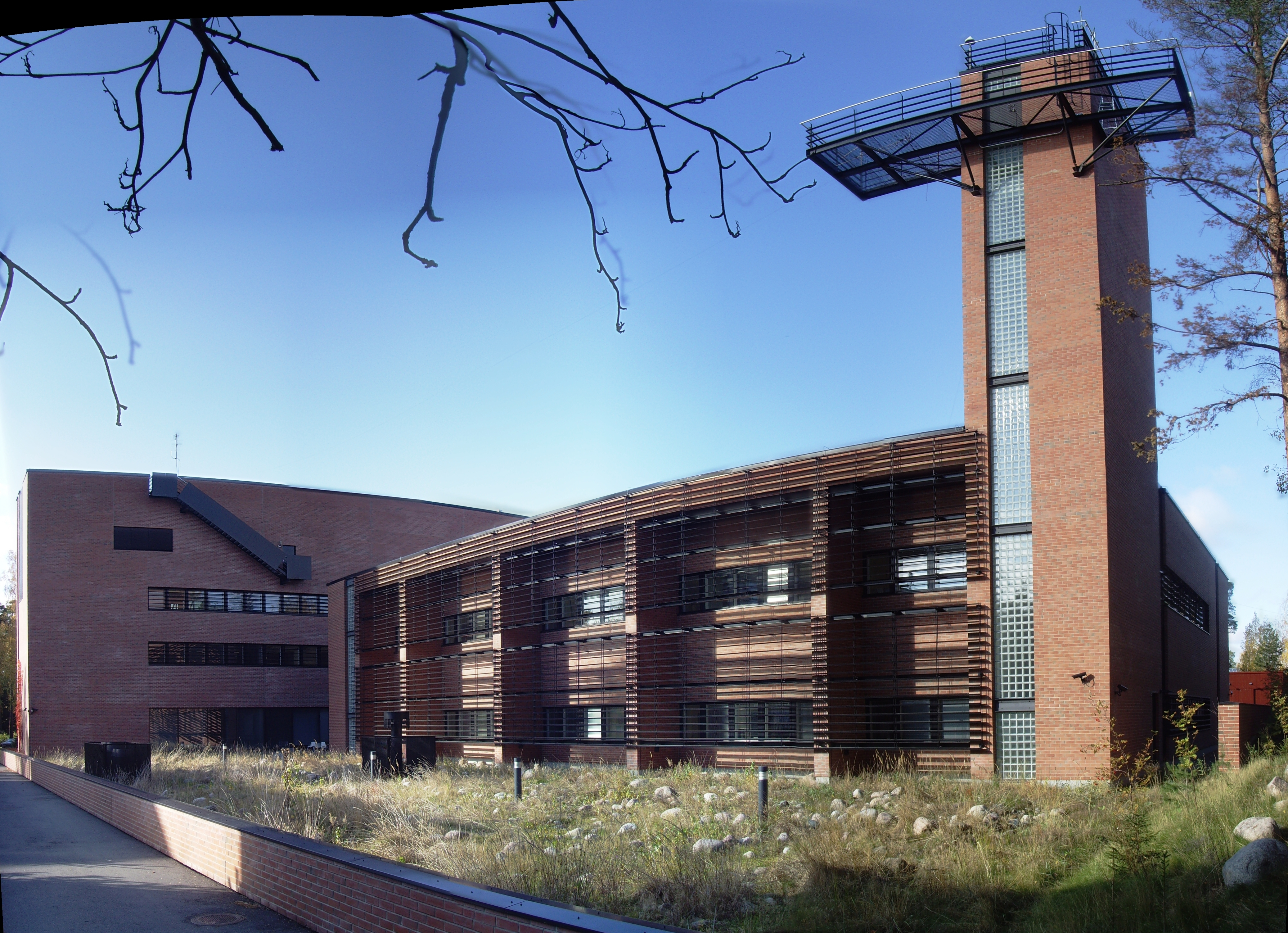
Gebäude des MIKES

Das MIKES (finnisch Mittatekniikan keskus) ist das nationale metrologische Institut in Finnland.
Die Behörde hat ihren Sitz in Espoo und wurde 1991 gegründet. Seit dem 1. Januar 2015 ist MIKES Teil des Forschungszentrums VTT.